# 귀를 기울이면 (LOVE WHISPER)
〈귀를 기울이면 (LOVE WHISPER)〉은 2017년 8월 1일 발매된 여자친구의 미니 음반 《PARALLEL》의 타이틀곡이다.
안무 난이도가 여자친구 싱글 중 가장 높으며 보이 그룹도 체력적으로 부담이 갈 정도로 안무 난이도가 높은 싱글이다.

## 수상
| 프로그램     | 날짜            | 출처  |
| ------------ | --------------- | ----- |
| 더 쇼        | 2017년 8월 8일  | [ 1 ] |
| 쇼 챔피언    | 2017년 8월 9일  | [ 2 ] |
| 뮤직뱅크     | 2017년 8월 11일 | [ 3 ] |
| SBS 인기가요 | 2017년 8월 13일 | [ 4 ] |

## 차트
| 차트 (2017)                        | 최고 순위 |
| ---------------------------------- | --------- |
| 대한민국 (가온 디지털 차트 (주간)) | 2         |
| 대한민국 (가온 디지털 차트 (월간)) | 8         |